# Enrique Pascual Oliva
Enrique Pascual Oliva (Brias, 31 de mayo de 1957)  entrenador de atletismo español especializado en pruebas de fondo y medio fondo. Ha sido el preparador entre otros de Fermín Cacho, campeón olímpico, Abel Antón, campeón del mundo, Reyes Estévez, Manuel Olmedo y Dani Mateo. Impulsor del atletismo en Soria, tiene una calle con su nombre en esa ciudad. 

## Trayectoria
Fue saltador de pértiga. Licenciado en Educación Física y con el título de Entrenador Nacional de Atletismo de la Real Federación Española de Atletismo, RFEA, desde 1980. Su Tesis doctoral Los entrenamientos de los deportistas de elite en condiciones de déficit de oxigeno o hipoxia intermitente (2012) obtuvo "sobresaliente cum laudem" en la Universidad de Valladolid.  
Empezó a viajar con atletas integrantes de la selección española en 1991. Uno de ellos, Abel Antón, ganó el campeonato mundo de maratón de 1997, en Atenas; repitió triunfo en el Mundial de Sevilla1999, y en el Europeo de 10.000 m en Helsinki 1994. Y en otro de sus pupilos, Fermín Cacho, fue oro olímpico de 1.500m en los Juegos Olímpicos de Barcelona 1992, No pudo ver esa final porque estaba preparando la carrera que iba a disputar Antón. Cacho quedó campeón de Europa de 1.500m en Helsinki 1994.     
También entrenó a Tomás de Teresa (bronce en 800m en el Europeo de Helsinki 1994 y plata en el Europeo en pista cubierta de Glasgow 1990), Roberto Parra, Reyes Estévez, Manuel Olmedo, olímpico en 800 m en Atenas 2004 y Pekín 2008, y campeón de Europa en Pista cubierta en París 2011. En Tokio 2020, sus octavos JJOO, viajó con Dani Mateo (maratón) y Sebastián Martos (3.000 obstáculos), que ya compitió en Río 2016. A 24 de febrero de 2024, Pascual entrenaba a 14 atletas; dos, Ibrahim Chakir y el chileno Carlos Díaz, ambos de maratón, ya tenían la marca mínima para París 2024.    
Forma parte de su cuadro técnico del Centro de Alto Entrenamiento y Promoción deportiva (CAEP) desde la creación, en 2004. En esta institución, alumbró en 2023 el Grupo Internacional de Alto Rendimiento en fondo para atletas extranjeros, en el que ha entrenado, entre otros, a Carlos Díaz (10.000, maratón), la argentina Fedra Luna (1.500 y 5.000) y los portugueses Salomé Afonso e Isaac Nader, ambos en 1.500.  

## Reconocimientos
- 1975: Premio Mejor Deportista Juvenil en la Gala Provincial del Deporte, organizada por la Asociación Soriana de Prensa Deportiva. [14]
- 2011: Premio Mejor entrenador español del año, concedido por la Real Federación Española de Atletismo.
- 2020: Premio Numancia2017 Ayuntamiento de Soria, por “su brillante trayectoria deportiva”, en la Gala anual del Deporte de la Asociación Soriana de Prensa Deportiva 2020. [15] [16]
- 2022: Homenaje a su trayectoria como entrenador, a cargo de la Real Federación Española de Atletismo, en Nerja. [17]
- 2022: Premio Honorífico en la III Gala Premios Valores del Deporte de Cadena Ser Soria. [18]
- 2024: Premio Ical. El 15 de febrero de 2024 se anunció que la Agencia de Información Ical le entregará uno de sus premios a castellano-leoneses que destacan por adoptar una actitud vital de responsabilidad hacia el bien común, el crecimiento social y humano de su comunidad, que se entregan el 20 de marzo, en Valladolid. [19]